# Fase de grupos da Copa Libertadores da América de 2023
A fase de grupos da Copa Libertadores da América de 2023 foi disputada entre 4 de abril e 29 de junho. O sorteio dos grupos ocorreu no Centro de Convenções da CONMEBOL em Luque, no Paraguai, em 27 de março de 2023.
O campeão e o vice-campeão de cada grupo, ao final de seis jogos disputados dentro dos grupos, avançaram à fase final, iniciando a partir das oitavas de final. Os terceiros colocados de cada grupo foram transferidos para os play-offs da Copa Sul-Americana de 2023.

## Critérios de desempate
De acordo com o regulamento estabelecido para as últimas edições, caso duas ou mais equipes empatassem em números de pontos na classificação, os seguintes critérios seriam aplicados (regulamento artigo 2.4.2):
1. melhor saldo de gols entre as equipes em questão
2. maior número de gols marcados entre as equipes em questão
3. maior número de gols marcados como visitante entre as equipes em questão
4. ranking da CONMEBOL

## Grupos
Todas as partidas seguem o horário local.

### Grupo A
| Pos | Equipe   | Pts | J | V | E | D | GP | GC | SG | Classificado               |  | RAC | FLA | NUB | AUC |
| --- | -------- | --- | - | - | - | - | -- | -- | -- | -------------------------- |  | --- | --- | --- | --- |
| 1   | Racing   | 13  | 6 | 4 | 1 | 1 | 13 | 6  | +7 | Fase final                 |  | —   | 1–1 | 4–0 | 3–2 |
| 2   | Flamengo | 11  | 6 | 3 | 2 | 1 | 11 | 5  | +6 | Fase final                 |  | 2–1 | —   | 2–0 | 4–0 |
| 3   | Ñublense | 5   | 6 | 1 | 2 | 3 | 3  | 10 | −7 | Play-offs da Sul-Americana |  | 0–2 | 1–1 | —   | 2–1 |
| 4   | Aucas    | 4   | 6 | 1 | 1 | 4 | 6  | 12 | −6 |                            |  | 1–2 | 2–1 | 0–0 | —   |

| 5 de abril    | Aucas                      | 2 – 1     | Flamengo           | Estádio Gonzalo Pozo Ripalda, Quito     |
| 17:00 (UTC−5) | Castillo 58' · Ordóñez 85' | Relatório | Matheus França 39' | Público: 5 006 Árbitro: VEN José Argote |

| 5 de abril    | Ñublense | 0 – 2     | Racing                   | Estádio Municipal, Concepción                  |
| 20:00 (UTC−4) |          | Relatório | Rojas 16' · Guerrero 54' | Público: 11 800 Árbitro: COL Bismarks Santiago |

| 19 de abril   | Flamengo       | 2 – 0     | Ñublense | Estádio do Maracanã, Rio de Janeiro        |
| 21:30 (UTC−3) | Pedro 15', 38' | Relatório |          | Público: 48 895 Árbitro: COL Wilmar Roldán |

| 20 de abril   | Racing                                         | 3 – 2     | Aucas                    | Estádio El Cilindro, Avellaneda                 |
| 19:00 (UTC−3) | M. Romero 12' · Nardoni 17' · Ángel 86' (g.c.) | Relatório | Castillo 48' · Cangá 56' | Público: 15 547 Árbitro: URU Cristhian Ferreyra |

| 2 de maio     | Ñublense                  | 2 – 1     | Aucas     | Estádio Municipal, Concepción            |
| 18:00 (UTC−4) | Rubio 79' · Vilches 90+1' | Relatório | Otero 24' | Público: 2 813 Árbitro: PER Kevin Ortega |

| 4 de maio     | Racing   | 1 – 1     | Flamengo      | Estádio El Cilindro, Avellaneda               |
| 19:00 (UTC−3) | Oroz 73' | Relatório | Gabriel 45+3' | Público: 25 325 Árbitro: VEN Jesús Valenzuela |

| 23 de maio    | Aucas       | 1 – 2     | Racing                    | Estádio Gonzalo Pozo Ripalda, Quito     |
| 19:00 (UTC−5) | Otero 90+4' | Relatório | Reniero 2' · G. Rojas 69' | Público: 3 706 Árbitro: BOL Gery Vargas |

| 24 de maio    | Ñublense      | 1 – 1     | Flamengo    | Estádio Municipal, Concepción |
| 20:30 (UTC−4) | Henríquez 72' | Relatório | Gabriel 34' | Árbitro: URU Esteban Ostojich |

| 7 de junho    | Aucas | 0 – 0     | Ñublense | Estádio Gonzalo Pozo Ripalda, Quito       |
| 19:00 (UTC−5) |       | Relatório |          | Público: 4 079 Árbitro: VEN Ángel Arteaga |

| 8 de junho    | Flamengo                     | 2 – 1     | Racing       | Estádio do Maracanã, Rio de Janeiro         |
| 21:00 (UTC−3) | Wesley 36' · Victor Hugo 83' | Relatório | M. Rojas 49' | Público: 63 963 Árbitro: URU Gustavo Tejera |

| 28 de junho   | Flamengo                                                          | 4 – 0     | Aucas | Estádio do Maracanã, Rio de Janeiro       |
| 21:30 (UTC−3) | Pedro 9' · Leo Pereira 30' · Bruno Henrique 42' · Victor Hugo 55' | Relatório |       | Público: 62 924 Árbitro: COL Andrés Rojas |

| 28 de junho   | Racing                                             | 4 – 0     | Ñublense | Estádio El Cilindro, Avellaneda           |
| 21:30 (UTC−3) | M. Rojas 50' · Hauche 54' · Moreno 71' · Piovi 86' | Relatório |          | Público: 17 385 Árbitro: PER Kevin Ortega |

### Grupo B
| Pos | Equipe                 | Pts | J | V | E | D | GP | GC | SG | Classificado               |  | INT | CNF | DIM | MET |
| --- | ---------------------- | --- | - | - | - | - | -- | -- | -- | -------------------------- |  | --- | --- | --- | --- |
| 1   | Internacional          | 12  | 6 | 3 | 3 | 0 | 10 | 6  | +4 | Fase final                 |  | —   | 2–2 | 3–1 | 1–0 |
| 2   | Nacional               | 11  | 6 | 3 | 2 | 1 | 9  | 7  | +2 | Fase final                 |  | 1–1 | —   | 2–1 | 1–0 |
| 3   | Independiente Medellín | 10  | 6 | 3 | 1 | 2 | 10 | 9  | +1 | Play-offs da Sul-Americana |  | 1–1 | 2–1 | —   | 4–2 |
| 4   | Metropolitanos         | 0   | 6 | 0 | 0 | 6 | 4  | 11 | −7 |                            |  | 1–2 | 1–2 | 0–1 | —   |

| 4 de abril    | Independiente Medellín | 1 – 1     | Internacional    | Estádio Atanasio Girardot, Medellín        |
| 19:00 (UTC−5) | Moreno 52'             | Relatório | Alan Patrick 86' | Público: 19 311 Árbitro: ARG Facundo Tello |

| 4 de abril    | Metropolitanos | 1 – 2     | Nacional                      | Estádio Olímpico da UCV, Caracas               |
| 22:00 (UTC−4) | Ortiz 52'      | Relatório | Gigliotti 23' · Ginella 90+1' | Público: 2 536 Árbitro: ARG Fernando Rapallini |

| 18 de abril   | Internacional | 1 – 0     | Metropolitanos | Estádio Beira-Rio, Porto Alegre          |
| 19:00 (UTC−3) | Alemão 90+1'  | Relatório |                | Público: 27 885 Árbitro: ARG Yael Falcón |

| 19 de abril   | Nacional                    | 2 – 1     | Independiente Medellín | Estádio Gran Parque Central, Montevidéu    |
| 19:00 (UTC−3) | Pereiro 37' · Noguera 90+6' | Relatório | Pons 79'               | Público: 26 456 Árbitro: ARG Darío Herrera |

| 3 de maio     | Internacional             | 2 – 2     | Nacional                   | Estádio Beira-Rio, Porto Alegre            |
| 19:00 (UTC−3) | Mercado 11' · De Pena 83' | Relatório | Zabala 38' · Noguera 90+1' | Público: 36 791 Árbitro: ARG Facundo Tello |

| 3 de maio     | Independiente Medellín                                   | 4 – 2     | Metropolitanos                     | Estádio Atanasio Girardot, Medellín         |
| 21:00 (UTC−5) | Gruezo 1' (g.c.) · Cadavid 25' · Monsalve 34' · Pons 45' | Relatório | Londoño 15' (g.c.) · Marchán 90+3' | Público: 18 051 Árbitro: CHI Cristian Garay |

| 23 de maio    | Independiente Medellín      | 2 – 1     | Nacional         | Estádio Atanasio Girardot, Medellín     |
| 19:00 (UTC−5) | Ibargüen 25' · Quiñones 68' | Relatório | D. Rodríguez 12' | Público: 15 466 Árbitro: PER Diego Haro |

| 25 de maio    | Metropolitanos | 1 – 2     | Internacional                              | Estádio Olímpico da UCV, Caracas             |
| 20:00 (UTC−4) | Vargas 50'     | Relatório | Alan Patrick 17' (pen.) · Luiz Adriano 30' | Público: 2 385 Árbitro: ARG Nicolás Lamolina |

| 7 de junho    | Nacional    | 1 – 1     | Internacional    | Estádio Gran Parque Central, Montevidéu    |
| 19:00 (UTC−3) | Damiani 89' | Relatório | Alan Patrick 63' | Público: 29 155 Árbitro: ARG Darío Herrera |

| 8 de junho    | Metropolitanos | 0 – 1     | Independiente Medellín | Estádio Olímpico da UCV, Caracas                |
| 18:00 (UTC−4) |                | Relatório | Batalla 46'            | Público: 2 329 Árbitro: ARG Maximiliano Ramírez |

| 28 de junho   | Nacional    | 1 – 0     | Metropolitanos | Estádio Gran Parque Central, Montevidéu    |
| 19:00 (UTC−3) | Polenta 40' | Relatório |                | Público: 30 832 Árbitro: PER Roberto Pérez |

| 28 de junho   | Internacional                       | 3 – 1     | Independiente Medellín | Estádio Beira-Rio, Porto Alegre            |
| 19:00 (UTC−3) | Maurício 3' · Luiz Adriano 22', 27' | Relatório | Pons 50'               | Público: 38 567 Árbitro: ARG Facundo Tello |

### Grupo C
| Pos | Equipe                 | Pts | J | V | E | D | GP | GC | SG  | Classificado               |  | PAL | BOL | BAR | CPO |
| --- | ---------------------- | --- | - | - | - | - | -- | -- | --- | -------------------------- |  | --- | --- | --- | --- |
| 1   | Palmeiras              | 15  | 6 | 5 | 0 | 1 | 16 | 6  | +10 | Fase final                 |  | —   | 4–0 | 4–2 | 2–1 |
| 2   | Bolívar                | 12  | 6 | 4 | 0 | 2 | 11 | 7  | +4  | Fase final                 |  | 3–1 | —   | 1–0 | 2–0 |
| 3   | Barcelona de Guayaquil | 4   | 6 | 1 | 1 | 4 | 7  | 12 | −5  | Play-offs da Sul-Americana |  | 0–2 | 2–1 | —   | 2–2 |
| 4   | Cerro Porteño          | 4   | 6 | 1 | 1 | 4 | 5  | 14 | −9  |                            |  | 0–3 | 0–4 | 2–1 | —   |

| 5 de abril    | Cerro Porteño                  | 2 – 1     | Barcelona de Guayaquil | Estádio General Pablo Rojas, Assunção |
| 20:00 (UTC−4) | Aquino 28' (pen.) · Churín 73' | Relatório | Ortiz 70'              | Árbitro: ARG Darío Herrera            |

| 5 de abril    | Bolívar                                  | 3 – 1     | Palmeiras | Estádio Hernando Siles, La Paz              |
| 20:30 (UTC−4) | Hervías 20' · Bejarano 45+1' · Uzeda 89' | Relatório | López 13' | Público: 16 178 Árbitro: VEN Alexis Herrera |

| 19 de abril   | Barcelona de Guayaquil  | 2 – 1     | Bolívar            | Estádio Monumental, Guaiaquil             |
| 21:00 (UTC−5) | Gaibor 37' · Bauman 75' | Relatório | Ron. Fernández 70' | Público: 12 235 Árbitro: PER Kevin Ortega |

| 20 de abril   | Palmeiras                      | 2 – 1     | Cerro Porteño | Estádio do Morumbi, São Paulo   |
| 21:00 (UTC−3) | Gómez 64' · Rafael Navarro 76' | Relatório | Bobadilla 5'  | Árbitro: ARG Fernando Rapallini |

| 3 de maio     | Cerro Porteño | 0 – 4     | Bolívar                                                                 | Estádio General Pablo Rojas, Assunção      |
| 18:00 (UTC−4) |               | Relatório | Villamíl 18' · Piris da Motta 23' (g.c.) · Bejarano 25' · Rodríguez 49' | Público: 32 630 Árbitro: COL Wilmar Roldán |

| 3 de maio     | Barcelona de Guayaquil | 0 – 2     | Palmeiras                              | Estádio Monumental, Guaiaquil             |
| 19:30 (UTC−5) |                        | Relatório | Raphael Veiga 45+3' (pen.) · Gómez 47' | Público: 17 726 Árbitro: COL Andrés Rojas |

| 23 de maio    | Bolívar              | 1 – 0     | Barcelona de Guayaquil | Estádio Hernando Siles, La Paz  |
| 20:00 (UTC−4) | Ron. Fernández 90+5' | Relatório |                        | Árbitro: CHI Francisco Gilabert |

| 24 de maio    | Cerro Porteño | 0 – 3     | Palmeiras                 | Estádio General Pablo Rojas, Assunção       |
| 18:00 (UTC−4) |               | Relatório | Artur 25', 58' · Rony 68' | Público: 23 492 Árbitro: URU Andrés Matonte |

| 6 de junho    | Bolívar                  | 2 – 0     | Cerro Porteño | Estádio Hernando Siles, La Paz              |
| 22:00 (UTC−4) | Villamíl 5' · Chávez 48' | Relatório |               | Público: 16 281 Árbitro: CHI Cristian Garay |

| 7 de junho    | Palmeiras                                          | 4 – 2     | Barcelona de Guayaquil | Allianz Parque, São Paulo                 |
| 21:30 (UTC−3) | Gómez 46' · Piquerez 58' · Artur 70' · Endrick 86' | Relatório | Fydriszewski 33', 38'  | Público: 33 602 Árbitro: COL Andrés Rojas |

| 29 de junho   | Palmeiras                                | 4 – 0     | Bolívar | Allianz Parque, São Paulo                     |
| 21:00 (UTC−3) | Rony 24' · Artur 34', 85' · Piquerez 76' | Relatório |         | Público: 33 250 Árbitro: VEN Jesús Valenzuela |

| 29 de junho   | Barcelona de Guayaquil         | 2 – 2     | Cerro Porteño                    | Estádio Monumental, Guaiaquil |
| 19:00 (UTC−5) | Corozo 57' · Bauman 87' (pen.) | Relatório | Bobadilla 2' · Aquino 43' (pen.) | Árbitro: ARG Darío Herrera    |

### Grupo D
| Pos | Equipe           | Pts | J | V | E | D | GP | GC | SG | Classificado               |  | FLU | RIV | SCR | STR |
| --- | ---------------- | --- | - | - | - | - | -- | -- | -- | -------------------------- |  | --- | --- | --- | --- |
| 1   | Fluminense       | 10  | 6 | 3 | 1 | 2 | 10 | 6  | +4 | Fase final                 |  | —   | 5–1 | 1–1 | 1–0 |
| 2   | River Plate      | 10  | 6 | 3 | 1 | 2 | 11 | 11 | 0  | Fase final                 |  | 2–0 | —   | 4–2 | 2–0 |
| 3   | Sporting Cristal | 8   | 6 | 2 | 2 | 2 | 8  | 10 | −2 | Play-offs da Sul-Americana |  | 1–3 | 1–1 | —   | 1–0 |
| 4   | The Strongest    | 6   | 6 | 2 | 0 | 4 | 5  | 7  | −2 |                            |  | 1–0 | 3–1 | 1–2 | —   |

| 4 de abril    | The Strongest                           | 3 – 1     | River Plate        | Estádio Hernando Siles, La Paz                |
| 18:00 (UTC−4) | Triverio 25' (pen.), 35' · Castillo 49' | Relatório | Beltrán 66' (pen.) | Público: 27 581 Árbitro: VEN Jesús Valenzuela |

| 5 de abril    | Sporting Cristal | 1 – 3     | Fluminense                       | Estádio Nacional, Lima     |
| 19:30 (UTC−5) | Grimaldo 18'     | Relatório | Cano 35', 59' · Vitor Mendes 81' | Árbitro: COL Wilmar Roldán |

| 18 de abril   | Fluminense | 1 – 0     | The Strongest | Estádio do Maracanã, Rio de Janeiro        |
| 19:00 (UTC−3) | Nino 40'   | Relatório |               | Público: 52 419 Árbitro: COL Carlos Ortega |

| 19 de abril   | River Plate                                           | 4 – 2     | Sporting Cristal        | Estádio Monumental, Buenos Aires         |
| 21:00 (UTC−3) | De la Cruz 18' · Beltrán 36' · Barco 52' · Solari 61' | Relatório | Ignácio 6' · Corozo 41' | Público: 62 978 Árbitro: COL Jhon Ospina |

| 2 de maio     | Fluminense                            | 5 – 1     | River Plate | Estádio do Maracanã, Rio de Janeiro           |
| 21:00 (UTC−3) | Cano 29', 53', 86' · Arias 75', 90+1' | Relatório | Beltrán 39' | Público: 62 505 Árbitro: URU Esteban Ostojich |

| 2 de maio     | Sporting Cristal | 1 – 0     | The Strongest | Estádio Nacional, Lima                       |
| 21:00 (UTC−5) | Lora 80'         | Relatório |               | Público: 13 354 Árbitro: URU Leodán González |

| 25 de maio    | The Strongest | 1 – 0     | Fluminense | Estádio Hernando Siles, La Paz |
| 18:00 (UTC−4) | Triverio 4'   | Relatório |            | Árbitro: CHI Felipe González   |

| 25 de maio    | Sporting Cristal | 1 – 1     | River Plate  | Estádio Nacional, Lima                      |
| 19:00 (UTC−5) | Yotún 63'        | Relatório | Aliendro 84' | Público: 34 374 Árbitro: CHI Cristian Garay |

| 7 de junho    | River Plate                      | 2 – 0     | Fluminense | Estádio Monumental, Buenos Aires           |
| 21:30 (UTC−3) | Beltrán 49' · Barco 90+7' (pen.) | Relatório |            | Público: 66 362 Árbitro: COL Wilmar Roldán |

| 7 de junho    | The Strongest | 1 – 2     | Sporting Cristal         | Estádio Hernando Siles, La Paz                |
| 22:00 (UTC−4) | Triverio 13'  | Relatório | Brenner 23' · Corozo 80' | Público: 15 571 Árbitro: URU Esteban Ostojich |

| 27 de junho   | River Plate              | 2 – 0     | The Strongest | Estádio Monumental, Buenos Aires            |
| 21:00 (UTC−3) | Aliendro 13' · Borja 90' | Relatório |               | Público: 62 910 Árbitro: URU Gustavo Tejera |

| 27 de junho   | Fluminense | 1 – 1     | Sporting Cristal | Estádio do Maracanã, Rio de Janeiro     |
| 21:00 (UTC−3) | Cano 22'   | Relatório | Brenner 37'      | Público: 50 683 Árbitro: CHI Piero Maza |

### Grupo E
| Pos | Equipe                  | Pts | J | V | E | D | GP | GC | SG | Classificado               |  | IDV | ARG | COR | LIV |
| --- | ----------------------- | --- | - | - | - | - | -- | -- | -- | -------------------------- |  | --- | --- | --- | --- |
| 1   | Independiente del Valle | 12  | 6 | 4 | 0 | 2 | 10 | 5  | +5 | Fase final                 |  | —   | 3–2 | 3–0 | 2–0 |
| 2   | Argentinos Juniors      | 11  | 6 | 3 | 2 | 1 | 8  | 6  | +2 | Fase final                 |  | 1–0 | —   | 0–0 | 2–1 |
| 3   | Corinthians             | 7   | 6 | 2 | 1 | 3 | 7  | 6  | +1 | Play-offs da Sul-Americana |  | 1–2 | 0–1 | —   | 3–0 |
| 4   | Liverpool               | 4   | 6 | 1 | 1 | 4 | 4  | 12 | −8 |                            |  | 1–0 | 2–2 | 0–3 | —   |

| 4 de abril    | Argentinos Juniors | 1 – 0     | Independiente del Valle | Estádio Diego Armando Maradona, Buenos Aires |
| 19:00 (UTC−3) | Cabrera 46'        | Relatório |                         | Público: 8 673 Árbitro: PER Diego Haro       |

| 6 de abril    | Liverpool | 0 – 3     | Corinthians                            | Estádio Centenario, Montevidéu           |
| 19:00 (UTC−3) |           | Relatório | Balbuena 45+1' · Róger Guedes 49', 63' | Público: 2 348 Árbitro: COL Andrés Rojas |

| 18 de abril   | Independiente del Valle | 2 – 0     | Liverpool | Estádio Banco Guayaquil, Quito            |
| 21:00 (UTC−5) | Sornoza 27' · Minda 67' | Relatório |           | Público: 2 198 Árbitro: VEN Ángel Arteaga |

| 19 de abril   | Corinthians | 0 – 1     | Argentinos Juniors | Neo Química Arena, São Paulo                  |
| 21:30 (UTC−3) |             | Relatório | Cabrera 13'        | Público: 40 670 Árbitro: VEN Jesús Valenzuela |

| 2 de maio     | Liverpool            | 2 – 2     | Argentinos Juniors                        | Estádio Centenario, Montevidéu         |
| 19:00 (UTC−3) | Bentancourt 48', 76' | Relatório | González Metilli 45+1' · Torrén 60' (pen) | Público: 3 134 Árbitro: BOL Ivo Méndez |

| 2 de maio     | Corinthians      | 1 – 2     | Independiente del Valle | Neo Química Arena, São Paulo            |
| 21:00 (UTC−3) | Róger Guedes 35' | Relatório | Díaz 22', 52'           | Público: 39 984 Árbitro: CHI Piero Maza |

| 24 de maio    | Liverpool       | 1 – 0     | Independiente del Valle | Estádio Centenario, Montevidéu            |
| 19:00 (UTC−3) | Bentancourt 65' | Relatório |                         | Público: 835 Árbitro: COL Jhon Hinestroza |

| 24 de maio    | Argentinos Juniors | 0 – 0     | Corinthians | Estádio Diego Armando Maradona, Buenos Aires |
| 21:30 (UTC−3) |                    | Relatório |             | Público: 21 830 Árbitro: COL Carlos Ortega   |

| 7 de junho    | Independiente del Valle      | 3 – 0     | Corinthians | Estádio Banco Guayaquil, Quito             |
| 17:00 (UTC−5) | Hoyos 17', 24' · Sornoza 69' | Relatório |             | Público: 4 563 Árbitro: VEN Alexis Herrera |

| 7 de junho    | Argentinos Juniors           | 2 – 1     | Liverpool              | Estádio Diego Armando Maradona, Buenos Aires |
| 19:00 (UTC−3) | Heredia 61' · Villalba 90+5' | Relatório | Bentancourt 50' (pen.) | Público: 1 136 Árbitro: PER Roberto Pérez    |

| 28 de junho   | Independiente del Valle                  | 3 – 2     | Argentinos Juniors                 | Estádio Banco Guayaquil, Quito            |
| 19:30 (UTC−5) | Faravelli 23' · Díaz 48' · Rodríguez 90' | Relatório | Carabajal 44' (g.c.) · Heredia 87' | Público: 4 033 Árbitro: COL Wilmar Roldán |

| 28 de junho   | Corinthians                                         | 3 – 0     | Liverpool | Neo Química Arena, São Paulo               |
| 21:30 (UTC−3) | Matheus Araújo 32' · Felipe Augusto 64' · Adson 80' | Relatório |           | Público: 26 556 Árbitro: VEN Ángel Arteaga |

### Grupo F
| Pos | Equipe            | Pts | J | V | E | D | GP | GC | SG | Classificado               |  | BOC | DPE | COL | MON |
| --- | ----------------- | --- | - | - | - | - | -- | -- | -- | -------------------------- |  | --- | --- | --- | --- |
| 1   | Boca Juniors      | 13  | 6 | 4 | 1 | 1 | 9  | 2  | +7 | Fase final                 |  | —   | 2–1 | 1–0 | 4–0 |
| 2   | Deportivo Pereira | 8   | 6 | 2 | 2 | 2 | 5  | 5  | 0  | Fase final                 |  | 1–0 | —   | 1–1 | 2–1 |
| 3   | Colo-Colo         | 6   | 6 | 1 | 3 | 2 | 3  | 5  | −2 | Play-offs da Sul-Americana |  | 0–2 | 0–0 | —   | 1–0 |
| 4   | Monagas           | 5   | 6 | 1 | 2 | 3 | 3  | 8  | −5 |                            |  | 0–0 | 1–0 | 1–1 | —   |

| 5 de abril    | Deportivo Pereira | 1 – 1     | Colo-Colo      | Estádio Hernán Ramírez Villegas, Pereira |
| 21:00 (UTC−5) | Án. Rodríguez 81' | Relatório | Gil 24' (pen.) | Árbitro: BRA Raphael Claus               |

| 6 de abril    | Monagas | 0 – 0     | Boca Juniors | Estádio Monumental, Maturín                 |
| 20:00 (UTC−4) |         | Relatório |              | Público: 40 127 Árbitro: BRA Wilton Sampaio |

| 18 de abril   | Boca Juniors                 | 2 – 1     | Deportivo Pereira | Estádio La Bombonera, Buenos Aires          |
| 21:00 (UTC−3) | Advíncula 89' · Varela 90+9' | Relatório | Fory 76'          | Público: 40 200 Árbitro: URU Andrés Matonte |

| 19 de abril   | Colo-Colo             | 1 – 0     | Monagas | Estádio Monumental, Santiago                  |
| 21:00 (UTC−4) | Palacios 45+6' (pen.) | Relatório |         | Público: 28 671 Árbitro: BRA Anderson Daronco |

| 3 de maio     | Colo-Colo | 0 – 2     | Boca Juniors              | Estádio Monumental, Santiago               |
| 20:00 (UTC−4) |           | Relatório | Advíncula 13' · Villa 65' | Público: 21 310 Árbitro: BRA Raphael Claus |

| 4 de maio     | Deportivo Pereira             | 2 – 1     | Monagas      | Estádio Hernán Ramírez Villegas, Pereira  |
| 21:00 (UTC−5) | Ramírez 20' (pen.) · Fory 41' | Relatório | Martínez 65' | Público: 11 849 Árbitro: BRA Ramon Abatti |

| 23 de maio    | Monagas     | 1 – 1     | Colo-Colo   | Estádio Monumental, Maturín                  |
| 18:00 (UTC−4) | Ramírez 62' | Relatório | Bolados 86' | Público: 24 930 Árbitro: BRA Bráulio Machado |

| 24 de maio    | Deportivo Pereira | 1 – 0     | Boca Juniors | Estádio Hernán Ramírez Villegas, Pereira |
| 19:00 (UTC−5) | Ar. Rodríguez 78' | Relatório |              | Árbitro: BRA Wagner Magalhães            |

| 6 de junho    | Monagas          | 1 – 0     | Deportivo Pereira | Estádio Monumental, Maturín             |
| 18:00 (UTC−4) | Navas 19' (pen.) | Relatório |                   | Público: 23 100 Árbitro: ECU Alex Cajas |

| 6 de junho    | Boca Juniors | 1 – 0     | Colo-Colo | Estádio La Bombonera, Buenos Aires            |
| 21:00 (UTC−3) | Weigandt 55' | Relatório |           | Público: 43 700 Árbitro: BRA Anderson Daronco |

| 29 de junho   | Boca Juniors                                | 4 – 0     | Monagas | Estádio La Bombonera, Buenos Aires          |
| 19:00 (UTC−3) | Weigandt 39' · Barco 61' · Vázquez 86', 89' | Relatório |         | Público: 40 564 Árbitro: URU Andrés Matonte |

| 29 de junho   | Colo-Colo | 0 – 0     | Deportivo Pereira | Estádio Monumental, Santiago                |
| 18:00 (UTC−4) |           | Relatório |                   | Público: 38 130 Árbitro: BRA Wilton Sampaio |

### Grupo G
| Pos | Equipe               | Pts | J | V | E | D | GP | GC | SG | Classificado               |  | ATP | ATM | LIB | ALI |
| --- | -------------------- | --- | - | - | - | - | -- | -- | -- | -------------------------- |  | --- | --- | --- | --- |
| 1   | Athletico Paranaense | 13  | 6 | 4 | 1 | 1 | 9  | 4  | +5 | Fase final                 |  | —   | 2–1 | 1–0 | 3–0 |
| 2   | Atlético Mineiro     | 10  | 6 | 3 | 1 | 2 | 7  | 5  | +2 | Fase final                 |  | 2–1 | —   | 0–1 | 2–0 |
| 3   | Libertad             | 7   | 6 | 2 | 1 | 3 | 6  | 7  | −1 | Play-offs da Sul-Americana |  | 1–2 | 1–1 | —   | 1–2 |
| 4   | Alianza Lima         | 4   | 6 | 1 | 1 | 4 | 3  | 9  | −6 |                            |  | 0–0 | 0–1 | 1–2 | —   |

| 4 de abril    | Alianza Lima | 0 – 0     | Athletico Paranaense | Estádio Alejandro Villanueva, Lima |
| 17:00 (UTC−5) |              | Relatório |                      | Árbitro: COL Carlos Ortega         |

| 6 de abril    | Atlético Mineiro | 0 – 1     | Libertad | Estádio Mineirão, Belo Horizonte         |
| 19:00 (UTC−3) |                  | Relatório | Gómez 9' | Público: 40 177 Árbitro: ARG Yael Falcón |

| 18 de abril   | Athletico Paranaense               | 2 – 1     | Atlético Mineiro | Arena da Baixada, Curitiba                    |
| 21:00 (UTC−3) | Vitor Roque 7' · Terans 35' (pen.) | Relatório | Paulinho 70'     | Público: 27 401 Árbitro: ARG Pablo Echavarría |

| 20 de abril   | Libertad             | 1 – 2     | Alianza Lima               | Estádio Defensores del Chaco, Assunção    |
| 22:00 (UTC−4) | Cardozo 90+4' (pen.) | Relatório | Rodríguez 46' · Sabbag 71' | Público: 2 909 Árbitro: ARG Facundo Tello |

| 3 de maio     | Atlético Mineiro    | 2 – 0     | Alianza Lima | Estádio Independência, Belo Horizonte       |
| 21:30 (UTC−3) | Igor Gomes 59', 68' | Relatório |              | Público: 17 563 Árbitro: URU Andrés Matonte |

| 4 de maio     | Libertad    | 1 – 2     | Athletico Paranaense          | Estádio Defensores del Chaco, Assunção |
| 20:00 (UTC−4) | Cardozo 10' | Relatório | Rômulo 52' · Alex Santana 65' | Árbitro: COL Jhon Ospina               |

| 23 de maio    | Atlético Mineiro  | 2 – 1     | Athletico Paranaense | Estádio Mineirão, Belo Horizonte           |
| 19:00 (UTC−3) | Paulinho 68', 87' | Relatório | Alex Santana 51'     | Público: 39 683 Árbitro: COL Wilmar Roldán |

| 23 de maio    | Alianza Lima  | 1 – 2     | Libertad                            | Estádio Alejandro Villanueva, Lima              |
| 21:00 (UTC−5) | Vílchez 90+3' | Relatório | García 45+2' (g.c.) · Melgarejo 55' | Público: 29 299 Árbitro: ARG Fernando Rapallini |

| 6 de junho    | Athletico Paranaense | 1 – 0     | Libertad | Arena da Baixada, Curitiba               |
| 19:00 (UTC−3) | Christian 72'        | Relatório |          | Público: 26 714 Árbitro: BOL Gery Vargas |

| 6 de junho    | Alianza Lima | 0 – 1     | Atlético Mineiro | Estádio Alejandro Villanueva, Lima         |
| 19:00 (UTC−5) |              | Relatório | Hulk 62'         | Público: 23 554 Árbitro: ARG Facundo Tello |

| 27 de junho   | Athletico Paranaense                  | 3 – 0     | Alianza Lima | Arena da Baixada, Curitiba                  |
| 19:00 (UTC−3) | Vitor Bueno 8' · Vitor Roque 63', 88' | Relatório |              | Público: 24 467 Árbitro: VEN Alexis Herrera |

| 27 de junho   | Libertad    | 1 – 1     | Atlético Mineiro | Estádio Defensores del Chaco, Assunção |
| 18:00 (UTC−4) | Bareiro 61' | Relatório | Igor Gomes 68'   | Árbitro: ARG Fernando Rapallini        |

### Grupo H
| Pos | Equipe            | Pts | J | V | E | D | GP | GC | SG | Classificado               |  | OLI | ATN | PAT | MEL |
| --- | ----------------- | --- | - | - | - | - | -- | -- | -- | -------------------------- |  | --- | --- | --- | --- |
| 1   | Olimpia           | 14  | 6 | 4 | 2 | 0 | 13 | 4  | +9 | Fase final                 |  | —   | 3–0 | 1–0 | 4–1 |
| 2   | Atlético Nacional | 10  | 6 | 3 | 1 | 2 | 8  | 8  | 0  | Fase final                 |  | 2–2 | —   | 0–1 | 3–1 |
| 3   | Patronato         | 6   | 6 | 2 | 0 | 4 | 6  | 11 | −5 | Play-offs da Sul-Americana |  | 0–2 | 1–2 | —   | 4–1 |
| 4   | Melgar            | 4   | 6 | 1 | 1 | 4 | 9  | 13 | −4 |                            |  | 1–1 | 0–1 | 5–0 | —   |

| 5 de abril    | Patronato | 1 – 2     | Atlético Nacional     | Estádio Cementerio de los Elefantes, Santa Fé |
| 19:00 (UTC−3) | Levato 2' | Relatório | Pabón 77' (pen.), 79' | Árbitro: BRA Wagner Magalhães                 |

| 6 de abril    | Melgar     | 1 – 1     | Olimpia   | Estádio Monumental da UNSA, Arequipa          |
| 19:00 (UTC−5) | Cuesta 20' | Relatório | Paiva 14' | Público: 13 684 Árbitro: BRA Anderson Daronco |

| 18 de abril   | Olimpia     | 1 – 0     | Patronato | Estádio Defensores del Chaco, Assunção     |
| 20:00 (UTC−4) | Cardozo 44' | Relatório |           | Público: 13 983 Árbitro: BRA Raphael Claus |

| 20 de abril   | Atlético Nacional          | 3 – 1     | Melgar      | Estádio Metropolitano, Barranquilla         |
| 19:00 (UTC−5) | Pabón 28', 38' (pen.), 59' | Relatório | Iberico 57' | Público: 0 (PF) Árbitro: BRA Wilton Sampaio |

| 2 de maio     | Atlético Nacional        | 2 – 2     | Olimpia                  | Estádio Atanasio Girardot, Medellín           |
| 19:00 (UTC−5) | Pabón 26' · Devenish 65' | Relatório | Cardozo 48' · Bruera 78' | Público: 25 623 Árbitro: BRA Anderson Daronco |

| 4 de maio     | Patronato                                 | 4 – 1     | Melgar       | Estádio Presbítero Bartolomé Grella, Paraná |
| 19:00 (UTC−3) | Esquivel 4', 70' · Ojeda 59' · Levato 86' | Relatório | Martínez 53' | Público: 5 734 Árbitro: BOL Gery Vargas     |

| 24 de maio    | Melgar | 0 – 1     | Atlético Nacional | Estádio Monumental da UNSA, Arequipa |
| 21:00 (UTC−5) |        | Relatório | Banguero 88'      | Árbitro: BRA Edina Alves             |

| 25 de maio    | Patronato | 0 – 2     | Olimpia                      | Estádio Cementerio de los Elefantes, Santa Fé |
| 19:00 (UTC−3) |           | Relatório | I. Torres 9' · D. Torres 76' | Público: 4 587 Árbitro: VEN Jesús Valenzuela  |

| 6 de junho    | Melgar                                                                      | 5 – 0     | Patronato | Estádio Monumental da UNSA, Arequipa    |
| 19:00 (UTC−5) | Cuesta 8' (pen.), 41' · Bordacahar 13' · Martínez 22' (pen.) · D'Arrigo 58' | Relatório |           | Público: 4 900 Árbitro: BRA Bruno Arleu |

| 8 de junho    | Olimpia                                 | 3 – 0     | Atlético Nacional | Estádio Defensores del Chaco, Assunção      |
| 20:00 (UTC−4) | Gamarra 19' · Paiva 50' · D. Torres 90' | Relatório |                   | Público: 30 891 Árbitro: BRA Wilton Sampaio |

| 27 de junho   | Olimpia                                       | 4 – 1     | Melgar       | Estádio Manuel Ferreira, Assunção |
| 20:00 (UTC−4) | Silva 2' (pen.) · Paiva 9', 23' · Cardozo 31' | Relatório | Martínez 54' | Árbitro: BRA Raphael Claus        |

| 27 de junho   | Atlético Nacional | 0 – 1     | Patronato       | Estádio Atanasio Girardot, Medellín |
| 19:00 (UTC−5) |                   | Relatório | C. González 81' | Árbitro: BRA Paulo Zanovelli        |